# Hagenbachklamm
Hagenbachklamm är en ravin i Österrike.   Den ligger i förbundslandet Niederösterreich, i den nordöstra delen av landet, 17 km nordväst om huvudstaden Wien. Hagenbachklamm ligger 304 meter över havet.
Terrängen runt Hagenbachklamm är kuperad åt sydost, men åt nordväst är den platt. Terrängen runt Hagenbachklamm sluttar norrut. Runt Hagenbachklamm är det mycket tätbefolkat, med 3 494 invånare per kvadratkilometer.. Närmaste större samhälle är Wien, 16,6 km sydost om Hagenbachklamm. 
I omgivningarna runt Hagenbachklamm växer i huvudsak blandskog.